# Тессенов
Тессенов (нем. Tessenow) — община в Германии, в земле Мекленбург-Передняя Померания.
Входит в состав района Пархим. Подчиняется управлению Эльденбург Любц. Население составляет 651 человек (на 31 декабря 2010 года). Занимает площадь 35,97 км².
Община подразделяется на 6 сельских округов.
1 января 2019 года ранее независимый муниципалитет Тессенов был объединен с Марницем и Зуковом и образовал новый муниципалитет Рунер-Берге.